# Constantin II Brâncoveanu
Pour la station de métro, voir Constantin Brâncoveanu (métro de Bucarest).
Constantin Brancovan (en roumain : Constantin Brâncoveanu) est un prince de Valachie qui y règne de 1688 à 1714. Canonisé par l'église orthodoxe roumaine le 15 août 1992, sa fête est fixée le 16 août.

## Origine
Constantin né le 15 août 1654, est le fils de Papa Brâncoveanu issu de la famille Craiovescu et de Stanca Cantacuzino. Orphelin de père très jeune, il est élevé par son oncle maternel Șerban Cantacuzino et devient ambassadeur à Vienne, Aga et grand logothète.

## Règne
À la mort de Șerban Ier Cantacuzino en 1688, il devient prince de Valachie. Au début de son règne, il fait édifier le monastère d'Horezu.
Constantin II Brâncoveanu tente, afin de préserver l'indépendance de la Valachie, de mettre en œuvre une politique d'équilibre entre les puissances voisines. Recherchant l'alliance et trahissant tour à tour les Ottomans avec qui il avait participé au siège de Vienne en 1683, les Autrichiens et les Russes, il se perd par cette conduite équivoque.
C'est ainsi que, bien que vassal de l'Empire ottoman, il reçoit le 30 juin 1695 de l'empereur Léopold Ier le titre de Prince du Saint-Empire Romain Germanique et qu'il est décoré de la Croix de Saint André par le Tsar de Russie le 21 août 1700. Il tente d'établir son autorité sur la Moldavie par l'intermédiaire de son gendre et protégé Constantin Duca qu'il oppose aux fils de Constantin Cantemir. 
Pour avoir refusé d’abandonner sa foi orthodoxe et de convertir sa famille, la Roumanie et lui-même à l’islam, il est décapité avec ses quatre fils Constantin, Stefanita, Radu et Matei, son gendre, son trésorier Ioan ou Ioanache Văcărescu et le patriarche de l’Église orthodoxe de Roumanie le 27 août 1714 (15 août du calendrier julien) en présence du sultan Ahmet III.
Bien qu'il ait fait préparer sa sépulture dans sa fondation le monastère de Horezu, les corps de Constantin Brâncoveanu et de son épouse la princesse Maria morte en 1729 sont inhumés à Bucarest dans la Nouvelle église Saint-Georges (roumain Biserica Sfântu Gheorghe-Nou). Le 15 août 1992, Constantin, ses quatre fils et Ioan Văcărescu sont reconnus saints martyrs par l'Église Roumaine.

## Union et postérité
De son épouse Maria sont nés 11 enfants :
- Constantin (1683 exécuté le 15 août 1714), qui épouse en 1706 Anica Balș ;
- Stefan (1685 exécuté le 15 août 1714), qui épouse en 1709 B. Cantacuzino ;
- Radu (1690 exécuté le 15 août 1714) ;
- Matei (1702 exécuté le 15 août 1714) ;
- Stanca, morte en 1714, qui épouse en 1692 Radu Ilias ;
- Maria, épouse de Constantin Duca ;
- Elena, qui épouse en 1698 Scarlat Mavrocordato ;
- Safta, épouse de Georges Cretzulescu ;
- Ancuta, qui épouse en 1705 Nicolas Rosetti ;
- Smaranda, épouse de Constantin Bâleanu ;
- Balașa.